# 12군 (호찌민시)
12군(Quận 12)은 베트남 호찌민시의 군이다.

## 행정구역
10개의 프엉이 있다.
- 안푸동 프엉 (An Phú Đông / 安富東)
- 동헝퇀 프엉 (Đông Hưng Thuận / 東興順)
- 히엡탄 프엉 (Hiệp Thành / 協誠)
- 탄 차히엡 프엉 (Tân Chánh Hiệp / 新政協)
- 탄토이히엡 프엉 (Tân Thới Hiệp / 新泰協)
- 탄헝퇀 프엉 (Tân Hưng Thuận / 新興順)
- 탄토이낫 프엉 (Tân Thới Nhất / 新泰一)
- 탄록 프엉 (Thạnh Lộc / 盛祿)
- 탄쑤안 프엉 (Thạnh Xuân / 盛春)
- 토이안 프엉 (Thới An / 泰安)
- 쩡미떠이 프엉 (Trung Mỹ Tây / 中美西)

## 꽝쭝 소프트웨어 파크
이 단지의 목표는 베트남에서 소프트웨어 산업의 성장을 촉진하기 위한 경제적 인센티브 시스템으로서 소프트웨어 개발에 특히 관심이있는 사람들에게 생계와 직장을 제공하는 것이다. 이곳은 일본무역진흥기구와 미국 국제개발처가 후원하고 있다.
베트남 정부는 초고속 인터넷이 이 지역에 연결되도록 조성했다. 이 단지는 2001년에 문을 열었으며 2010년에는 2만명이 거주하고 있다.